# Periodismo automatizado
El "Periodismo automatizado" es una forma de producción de noticias que utiliza inteligencia artificial y algoritmos para redactar artículos, analizar grandes cantidades de datos y personalizar contenidos para diferentes audiencias. Esta tecnología permite a las redacciones generar noticias de manera más rápida y eficiente, adaptándose a la creciente demanda de información actualizada en tiempo real. Aunque presenta ventajas en términos de eficacia y gestión de recursos, también conlleva desafíos éticos y profesionales, como la necesidad de supervisión humana para asegurar la precisión y la calidad del contenido.

## Historia
El desarrollo del periodismo automatizado comenzó a ganar relevancia en la última década. Desde el año 2013, la agencia de noticias Associated Press ha estado utilizando la Inteligencia Artificial para escribir artículos, especialmente en áreas como finanzas y deportes. Este enfoque ha sido adoptado por varias agencias de noticias en Europa, indicando una tendencia establecida y creciente en el uso de la automatización en el periodismo.
Una de las herramientas destacadas en el periodismo automatizado en España es Gabriele, desarrollada por la empresa Narrativa. Este sistema es capaz de escribir una noticia en solo 0,005 segundos y produce aproximadamente un millón de noticias al mes. Gabriele ha sido adoptado por varios periódicos españoles e internacionales, incluyendo la agencia EFE, 20 minutos, elPeriódico, Heraldo, El Independiente, Mundo Deportivo, RTVE y The Wall Street Journal. El sistema se entrena con ejemplos de noticias escritas por humanos y utiliza algoritmos como Bert, Kmeans o Random Forest para aprender sobre los temas y el lenguaje utilizado en las noticias.
Este avance tecnológico en el periodismo no solo ha facilitado la producción de noticias, sino que también ha planteado debates sobre la credibilidad y el futuro del periodismo. Si bien los sistemas de automatización pueden aumentar la eficiencia y la capacidad de producción de las redacciones, también existe la preocupación de que si se alimentan con información falsa, podrían contribuir al aumento de noticias falsas en Internet.
En resumen, el periodismo automatizado ha evolucionado rápidamente desde sus inicios, incorporando herramientas avanzadas de IA y ofreciendo a las redacciones nuevas formas de producir noticias. Sin embargo, su impacto en la calidad y la credibilidad del periodismo sigue siendo un tema de debate en la industria y la academia.

## Implementación y herramientas
En el mundo del periodismo automatizado, hay varias herramientas y empresas que están liderando el camino en la implementación de esta tecnología. Algunas de las más notables son Gabriele, Leo Robot, Newtral y Paradigma.
1. Gabriele: Desarrollada por la empresa Narrativa, Gabriele es una herramienta avanzada de periodismo automatizado que es capaz de escribir noticias en una fracción de segundo. Se entrena con ejemplos de noticias escritas por humanos y utiliza algoritmos complejos para aprender sobre los temas y el lenguaje utilizado en las noticias. Gabriele ha sido adoptado por varias organizaciones de noticias, produciendo un gran volumen de contenido en cortos periodos de tiempo.
2. Leo Robot: Desarrollado por Dail Software, Leo Robot es otra herramienta de redacción automática de noticias. Utiliza algoritmos para generar artículos, especialmente en áreas donde se pueden analizar grandes volúmenes de datos, como el deporte y la economía. Este tipo de herramientas permite a los medios de comunicación mantenerse al día con la demanda de información actualizada de manera eficiente.
3. Newtral: Newtral utiliza la inteligencia artificial para la verificación de noticias. En un mundo donde la desinformación y las noticias falsas son un problema creciente, herramientas como Newtral ayudan a asegurar la veracidad de la información que se difunde al público. Analizan las noticias utilizando IA para detectar posibles inexactitudes o falsedades.
4. Paradigma: Paradigma se especializa en el análisis de datos de audiencia utilizando tecnologías de IA. Esto permite a las organizaciones de noticias entender mejor a sus audiencias y personalizar el contenido para satisfacer sus intereses y necesidades. Al analizar patrones de consumo de noticias y preferencias de los usuarios, las empresas pueden adaptar su enfoque para mejorar la engagement y la retención de la audiencia.

## Impacto en el periodismo
El "Periodismo automatizado" tiene un impacto significativo en varios aspectos de la industria de las noticias, incluyendo el empleo de los periodistas, la eficiencia de las redacciones y la calidad del contenido.
1. Empleo de los Periodistas: La automatización en el periodismo ha generado preocupaciones sobre la posible pérdida de empleos en el sector. Algunos temen que las máquinas puedan reemplazar a los periodistas, especialmente en la producción de noticias rutinarias y basadas en datos. Sin embargo, también hay argumentos de que la IA y la automatización pueden asistir a los periodistas, permitiéndoles enfocarse en tareas más creativas y en el periodismo de investigación, en lugar de reemplazarlos completamente.
2. Eficiencia de las Redacciones: En términos de eficiencia, el periodismo automatizado permite a las redacciones procesar y publicar noticias mucho más rápidamente que antes. Las herramientas automatizadas pueden analizar grandes volúmenes de datos y producir informes en segundos, lo que es especialmente útil para noticias basadas en datos, como informes financieros o resultados deportivos. Esto significa que más noticias pueden ser producidas en menos tiempo, lo que puede mejorar significativamente la productividad en las redacciones.
3. Calidad del Contenido: La calidad del contenido en el periodismo automatizado es un tema de debate. Por un lado, los algoritmos pueden garantizar cierta consistencia y evitar errores humanos en ciertos tipos de informes. Por otro lado, la falta de comprensión contextual y la incapacidad para capturar matices y complejidades que un periodista humano puede ofrecer puede ser una limitación. Además, la dependencia de la automatización puede llevar a un enfoque más homogéneo y menos crítico de la noticia.
En conclusión, el periodismo automatizado trae tanto oportunidades como desafíos. Puede aumentar la eficiencia y apoyar a los periodistas en su trabajo, pero también plantea preguntas sobre el futuro del empleo en el periodismo y la necesidad de mantener un equilibrio entre la automatización y la sensibilidad y juicio humanos en la creación de noticias.

## Desafíos y críticas
"Periodismo automatizado" enfrenta varios desafíos y críticas en su implementación y uso en la industria de las noticias.
1. Pérdida de la Sensibilidad Periodística: Uno de los desafíos más significativos es la preocupación de que la automatización pueda llevar a la pérdida de la sensibilidad y el juicio periodístico, que son cruciales para el reportaje de calidad. La automatización puede tener dificultades para entender el contexto completo, capturar matices sutiles y manejar temas sensibles con la discreción que un periodista humano podría tener.
2. Cuestiones Éticas y de Credibilidad: Existen preocupaciones éticas, especialmente en términos de transparencia y credibilidad. La dependencia de los algoritmos y la IA plantea preguntas sobre cómo y quién controla la narrativa de las noticias, y si las noticias generadas automáticamente pueden ser sesgadas o manipuladas.
3. Impacto en el Empleo de Periodistas: Aunque la automatización puede aumentar la eficiencia, también existe el temor de que pueda amenazar los empleos de periodistas, especialmente en áreas de reportaje estándar o basado en datos, lo que podría reducir la diversidad y riqueza del periodismo.
Estos desafíos y críticas resaltan la importancia de encontrar un equilibrio adecuado entre la utilización de la tecnología y la preservación de los elementos esenciales del periodismo humano.